# Richard Fischer (Politiker, 1855)

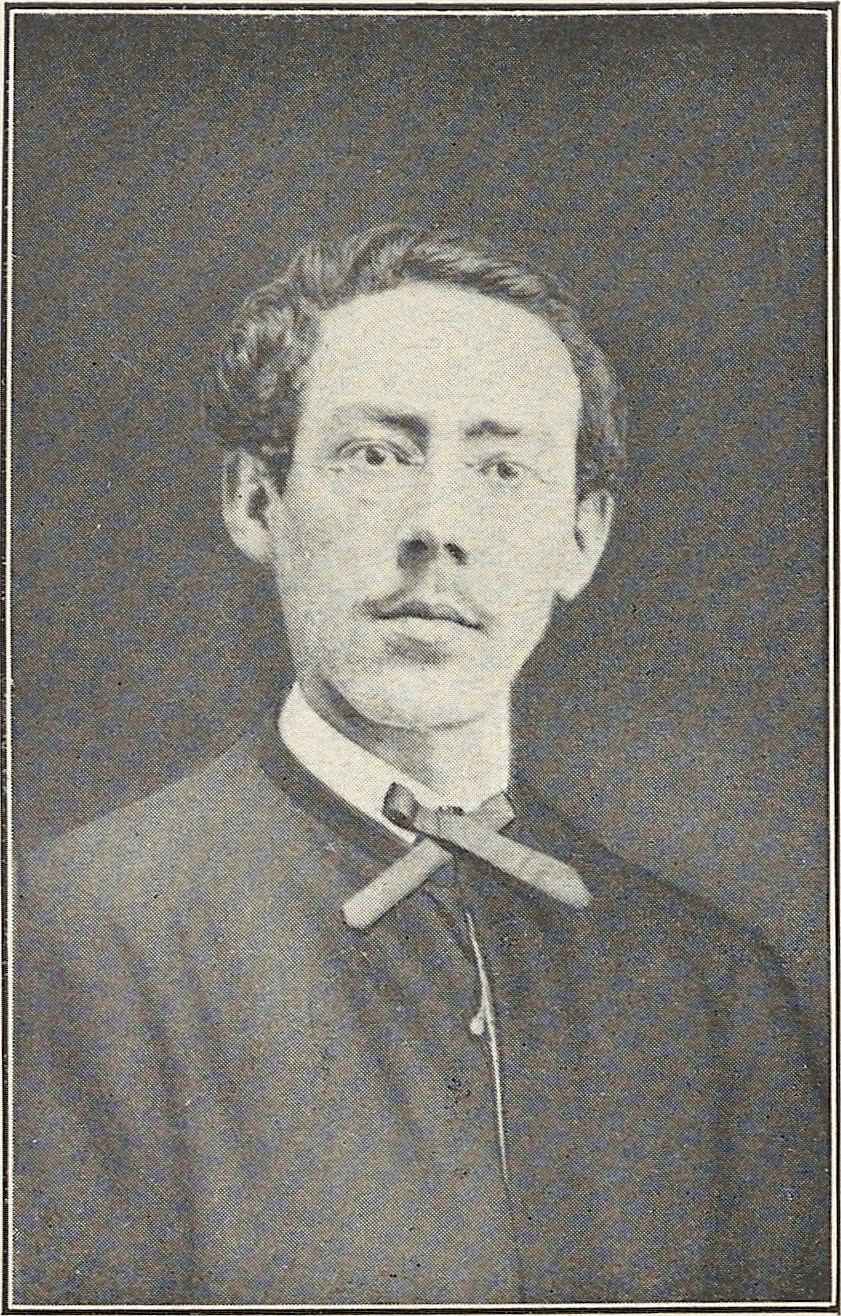
Richard Fischer

Richard Fischer (* 3. April 1855 in Kaufbeuren; † 21. September 1926 in Berlin) war ein deutscher Politiker der SPD.

## Leben und Beruf

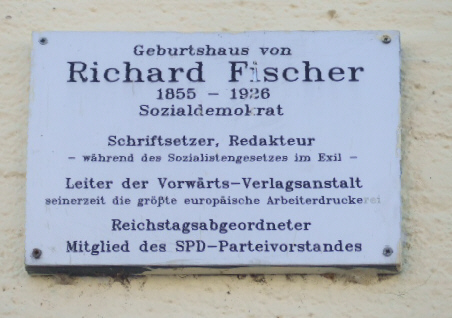
Gedenktafel an Fischers Geburtshaus in Kaufbeuren. Die erste dortige Gedenktafel war von Nationalsozialisten 1933 entfernt worden. Die jetzige Gedenktafel wurde im 150. Geburtsjahr von der örtlichen SPD angebracht.

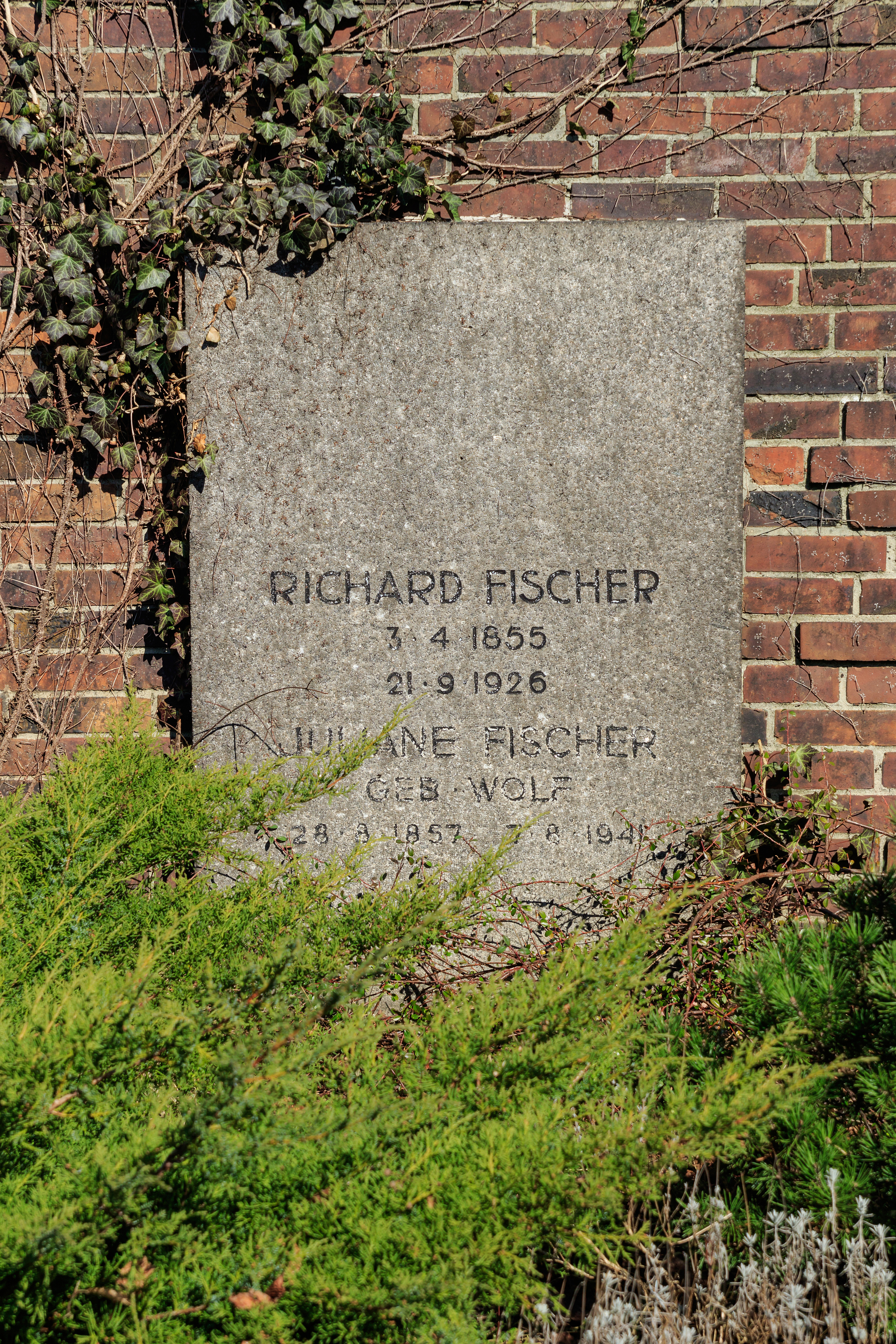
Das Grab von Richard Fischer

Nach dem Schulbesuch absolvierte Fischer eine Lehre zum Schriftsetzer. Er arbeitete zunächst in der Schweiz und trat 1873 hier der Sozialdemokratie bei. Nach seiner Rückkehr nach Deutschland wurde er 1876 Redakteur der Zeitung Volkswille in Augsburg, ehe er 1878 in den Dienst der Berliner Freien Presse trat. 1879 saß er wegen Verstoßes gegen das Pressegesetz eine Strafe von sieben Monaten im Strafgefängnis Plötzensee ab und wurde nach Verbüßung aufgrund des Sozialistengesetzes aus Berlin ausgewiesen. Er ging zunächst in die Schweiz zurück, wo er bis 1888 in Zürich lebte und für die deutschsprachige Zeitung Der Sozialdemokrat als Metteur arbeitete. Nach der Ausweisung aus der Schweiz arbeitete er in London weiter für die illegale Zeitung der Sozialdemokratie. Nach seiner Rückkehr nach Deutschland 1890 wurde er erster hauptamtlicher Parteisekretär der SPD und übernahm von 1893 bis 1902 bis 1922 die Leitung der Buchhandlung Vorwärts. Mit der Gründung des Verlages „Vorwärts“-Buchhandlung und Verlagsanstalt Paul Singer Co. Berlin 1902 war er deren Geschäftsführer bis 1922.
Fischer wurde auf dem Zentralfriedhof Friedrichsfelde in Berlin beigesetzt. Sein Grab befindet sich heute in der Gedenkstätte der Sozialisten auf diesem Friedhof. Seine Frau Juliane (1857–1941) wurde ebenfalls hier begraben.

## Partei
Fischer trat 1873 der Sozialdemokratischen Partei der Schweiz bei und wechselte 1876 in die SPD über. Von 1890 bis 1913  und von 1917 bis 1925 nahm er an allen Parteitagen teil. Seit Anfang des 20. Jahrhunderts gehörte er dem SPD-Parteivorstand an.

## Abgeordneter
Von 1893 bis 1918 gehörte Fischer dem Reichstag des Kaiserreiches für den Wahlkreis Berlin 2 an. Bei der Reichstagswahl 1912 versuchte Karl Mommsen ihm das Mandat abzunehmen. Fischer bekleidete von 1910 bis 1918 das Amt eines Schriftführers. 1919/20 war er Mitglied der Weimarer Nationalversammlung. Anschließend war bis Mai 1924 und erneut von den Dezemberwahlen 1924 bis zu seinem Tode Reichstagsabgeordneter.

## Werke
- ([Richard Fischer], Julius Motteler): Resolution deutscher Sozialdemokraten in Zürich vom 10. Januar 1885 gegen die Dampfersubvention. In: Der Sozialdemokrat, Zürich 1885, Nr. 4.[2]
- Eine Abrechnung mit dem Reichslügenverband. Aus den Verhandlungen des Deutschen Reichstags vom 15. und 19. März 1907. Buchhandlung Vorwärts, Berlin 1907.
- Sozialreform und Arbeiterfreundlichkeit. Eine Abrechnung. Rede des Reichstagsabgeordneten Richard Fischer zur 3. Beratung der Reichs-Versicherungsordnung. Buchhandlung Vörwärts, Berlin 1911.
- Karl Marx: Die Klassenkämpfe in Frankreich 1848-1850. Mit einer Einleitung von Friedrich Engels und Vorworten von August Bebel und Richard Fischer. J. H. W. Dietz Nachf., Berlin 1925.

## Belege
1. ↑  Ergebnis der Wahlen in Berlin, in: Germania Nr. 10, 14. Januar 1912, Beilage zum 1. Blatt.
2. ↑  Abgedruckt in: Im Kampf und den revolutionären Charakter der proletarischen Partei. Briefe deutscher Arbeiterfunktionäre Dezember 1884 bis Juli 1885. Dietz Verlag, Berlin 1977, S. 335–337. Autorschaftsnachweis siehe: Eduard Bernsteins Briefwechsel mit Karl Kautsky (1895–1905) eingel. und hrsg. von Till Schelz-Brandenburg unter Mitarb. von Susanne Thurn. Campus Verlag, Berlin 2003, S. 531.

| Personendaten    | Personendaten                  |
| ---------------- | ------------------------------ |
| NAME             | Fischer, Richard               |
| KURZBESCHREIBUNG | deutscher Politiker (SPD), MdR |
| GEBURTSDATUM     | 3. April 1855                  |
| GEBURTSORT       | Kaufbeuren                     |
| STERBEDATUM      | 21. September 1926             |
| STERBEORT        | Berlin                         |